# Яздани, Амир Мохаммед
Амир Мохаммед Яздани (род. 28 сентября 2000, Джуйбар, Мазендеран) — иранский борец вольного стиля, серебряный призёр чемпионата мира 2021 года в Осло (Норвегия) и 2023 года в Белграде, чемпион Азии. Выступает в весовых категориях до 65 кг, до 70 кг. Является младшим братом известного борца вольного стиля, чемпиона Азии и Азиатских игр, чемпиона и призёра чемпионатов мира и Олимпийских игр Хасана Яздани. В финале чемпионата мира 2021 года Амир Мохаммед Яздани проиграл российскому борцу Загиру Шахиеву.